# 家政学
家政学（かせいがく、英語: home economics）とは、家庭生活を中心とした人間生活における人間と環境の相互作用について、人的・物的両面から、自然・社会・人文の諸科学を基盤として研究し、生活の向上とともに人類の福祉に貢献する実践的総合科学である。
この定義は日本家政学会において採択された「家政学未来構想1984」に基づくものである。

## 概要
家政学は、学問として成立する以前から長い歴史を持ち、現在学問として確立されつつあるが、様々な環境の変化によって、学問としての「家政学とは何か」という定義に対し根本的な疑問が投げかけられている。また同時に名称問題も課題として上がっており、アメリカ合衆国家政学会が1994年6月に「アメリカ家族・消費者科学学会」(American Association of Family and Consumer Sciences) と名称を変更し、日本においても「家政学が岐路に立つ」という新たな方向性から、家政学の存在意義が問われようとしている。現在では、家政学は男女関係なく行われることが多い。

## 家政学の歴史

### 家政学の起源
- ギリシャのクセノポンが『家政論』(Oikonomicos) を執筆。家政一般について記載される。

### アメリカの家政学

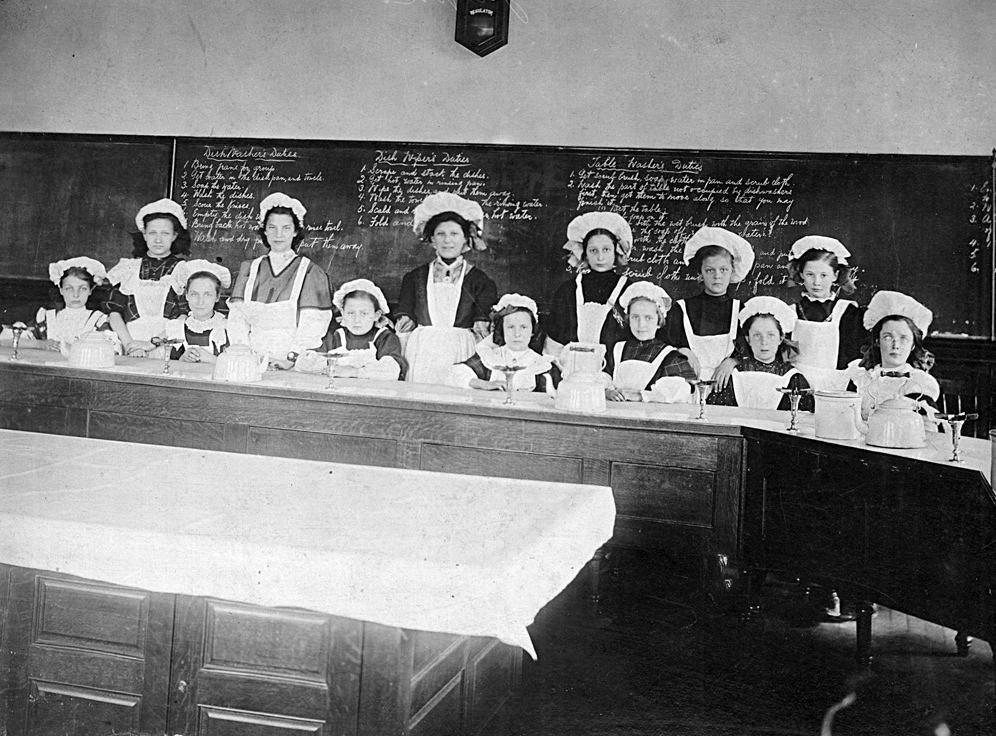
家政学部（1911年、カナダ・トロントにて）

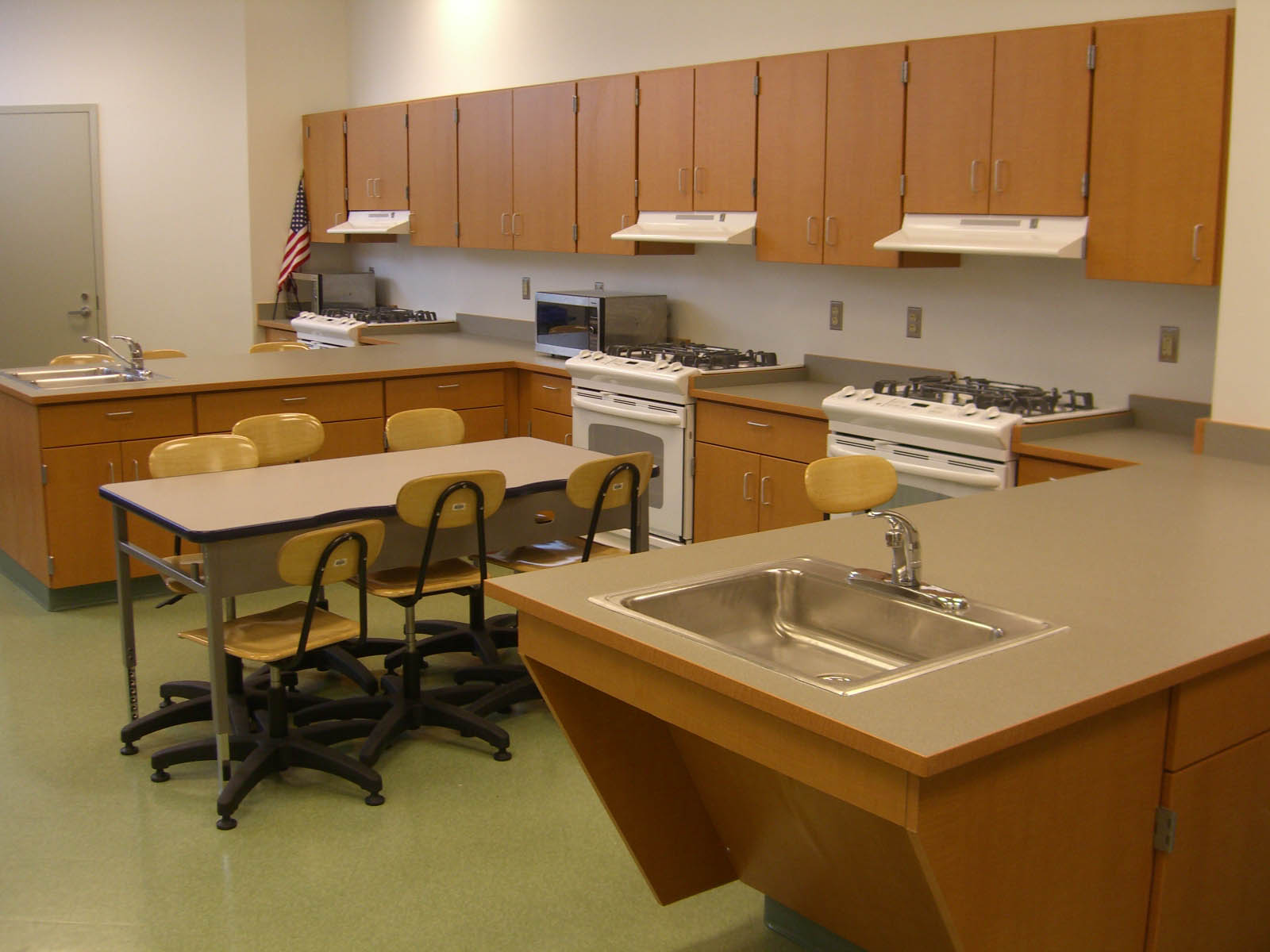
アメリカ合衆国ニュージャージー州ユニオン市の高校における家政学用教室

- 1829年　キャサリン・ピーチャー(Catharine Beecher)、女性は諸科学を家政の観点から学び、家政を科学的・実践的に学ぶ必要性を提唱
- 1841年　キャサリン・ピーチャー、"A Treatise on Domestic Economy"(家政論)を出版。生活と経済的意識の結びつきについて述べる。
- 1862年　Morrill Land-Grant Act(モリル・ランドグラント法)により、高等教育の機会均等を通じ、地域住民の生活水準向上を目的に制定。これにより農村家庭の改善向上のための家政学部が誕生。
- 1868年　アイオワ大学にhousehold actが設置
- 1872年　アイオワ大学にて料理・裁縫・家事洗濯を学校科目として家庭科の講義が開始される。これ以降多くの大学で「家政学部」の設置が増える。ただし、実践面に特化しており、学問としての家政学としては不十分であった。
- 1899年　エレン・スワロウ・リチャーズとメルヴィル・デューイ、第1回「レークプラシッド会議」をニューヨーク州レークプラシッドにて開催。家政学の一般名称として「ホーム・エコノミクス(Home Economics)」という名前が選定される。
- 1900年　第2回レークプラシッド会議、以降毎年1908年の第10回まで開催。
- 1908年　第10回レークプラシッド会議にてアメリカ家政学会の設立が決定。
- 1994年6月　アメリカ家政学会、'American Association of Family and Consumer Sciences'(アメリカ家族・消費者科学学会)に名称変更。

### 日本の家政学

#### 家政学前史

##### 江戸時代
儒教思想により、個人よりも「家」が重視される時代。家父長制の家族制度であった。家政思想に良妻賢母主義という考え方であった。この考え方は、後世の女子教育観に多大な影響を与えることになった。この時代には学問としての家政学も、教科としての家政教育もまだあらわれていなかった。

#### 家政学の発展

##### 明治時代
女子は良妻賢母養成のため家庭科の中でも「手芸」と「裁縫」教育が重要視された。家政学の本質を規定しようとする見解が芽生え、早くも家庭科教育の域を出て、「家人の監督」も含めた形で、女子の自覚と責任による家族経営の重要性が盛んに主張された（外部リンク参照）。ホームエコノミクス運動が広がっていたアメリカで1890年代に女子教育を専攻した成瀬仁蔵が1901年に専門学校「日本女子大学校（のちの日本女子大学）」を創立し、家政科が設けられた。同時期に安井てつが明治政府の文部省派遣留学生として渡英するなど、欧米で学んだ家政学の萌芽が日本の女子教育に導入されたが、主に家事・裁縫といった技術中心に発達していった。

##### 大正、昭和初期
民主主義の機運が高まり、生活の問題が取り上げられ，生活の科学的・実証的研究の必要性が認識され始めたが、経験や勘による家事技術から、食物・被服分野の自然科学的実験法による実証的研究へ進展した。
太平洋戦争が勃発すると、日本本来の「いえ」意識が喚起された。「いえ」は国力を培い、戦力を養う根源体であると認識された。
戦争が厳しくなると、労働力の確保の観点から、戦時下において家庭生活は労働力の再生産の場であるという認識が示され、最低賃金・最低生活費・休養と栄養等の研究がさかんにおこなわれるようになった。
とくに、大熊信行は、経済学者の立場ではあったが、科学としての家政学を追求する姿勢を示し、家政学原論を家政学以外の分野から問い直し、構築しようとした。彼の「家政の本質は生産性にある」とする「生命再生産」理論は、生活経営体を研究する家政学の創造の必要性を問う研究で、家政学にとってきわめて重要な意味を持つ。しかし家政学にはそれに答える準備はまだ十分ではなかった。この頃、家庭科という教科と家政学という学問を区別して家政学を一つの科学にしていこうという動きは徐々に始まった。

#### 科学としての家政学の成立
戦後を迎え、民主主義の基本理念である「日本国憲法」の制定と公布がされ、日本はこれまでの封建的な「イエ」本位の家政観から解放されるようになった。個人主義・男女同権を謳う「民主的な家庭の建設」という家政思想のもとでの新民法の公布，教育基本法の制定，公布がおこなわれ、家政学成立の基礎が確立されつつあった。
新制大学が設置され、女子大学の設立と家政学の発展に大きな影響を与えた。しかし当初女子大学における家政学部の必要性について、女子専門学校の家事科・裁縫科は実技を特に重んじているため、家政学がまだ学問として発展しているとは言いがたいとされ、中等教育で十分という認識により最初は見送られた。
1948年（昭和23年）、初めての女子大学の設立が認可され、日本女子大学が新制大学として家政学部を開講した。これによって「科学としての家政学」が研究される素地が誕生した。
1949年（昭和24年）、「家政学ならびにその教育に関する研究の促進と普及を図ることを目的」とした「（日本）家政学会」が創設され，名実とともに家政学が成立した。
家政学会以後単に「家政学会」とあるものは「日本家政学会」を指すものと解釈されたい。

#### 家政学の発展
家政学の研究と教育が学会の活動を通して活発におこなわれるようになった。しかし、家政学とは何かという「家政学」そのものを問う議論はまだ続けられた。1968年（昭和43年）には家政学会の中の分科会として「家政学原論研究委員会」が発足した。高度経済成長によりこれまでの価値観が変化したことにより、生活様式や家族関係に微妙な影響を与えた。そのような変化に家政学がどのようにアプローチすることができるかということが問われたのが「家政学原論」である。家政学では、食物や被服等の自然科学的分野の研究が多いが、個々の専門性が強くでてくると家政学という共通認識が薄れがちになる。家政学とは何かを問いかける「家政学原論」の重要性がやっと家政学者の中から認識され、特に家庭経営学や家庭経済学の研究者の手によって研究されるようになってきた。
1970年（昭和45年）から1972年（昭和47年）にかけて、家政学原論委員会が家政学の定義の原案を作成した。日本の家政学会が家政学の定義をこのような要請によって発表することによって、初めて家政学の定義が公式の機関によって認知された。1970年（昭和45年）、家政学の意義を「家政学は、家庭生活を中心として、これと緊密な関係にある社会事象に延長し、さらに人と環境との相互作用について、人的・物的の両面から研究して、家庭生活の向上とともに人間開発をはかり、人類の幸福増進に貢献する実証的・実践科学である」とまとめている。この定義はアメリカ家政学会の影響を強く受けたものといわれている。この当時日本には家政学の概念規定の確立がなかった。
1980年代、家政学が発展してきているにもかかわらず、その目的、対象、方法などについて家政学者の中で一致がみられず、また、様々な分野における個別的な研究が分化的に進むなか、「家政学とは何か」という家政学の再定義問題が浮上してきた。そこで1984年（昭和59年）「家政学将来構想1984」において、家政学の定義を「家政学は、家庭生活を中心とした人間生活を中心とした人間生活における人間と環境の相互作用について、人的・物的両面から、自然・社会・人文の諸科学を基盤として研究し、生活の向上とともに人類の福祉に貢献する実践的総合科学である。」とした。この定義は1970年（昭和45年）の定義を基盤としているが、家政学を「実践的総合科学」とした点が新しい側面である。
この中には，「将来への展望」として，20世紀の終わりまでの「将来への具体的提言」が掲げられた。大きくまとめると
1. 学問としての「家政学」の本質に関する問題。すなわち家政学の目的，対象，研究方法からそれに伴う独自性の確立まで。
2. 「家政学」研究の現状やそのあり方に関する問題。すなわち研究・教育体制から学会組織，学会誌，家庭科教育との関連まで。
3. 「家政学」の社会・人類への貢献に関する問題。家政学の研究成果の社会に対する直接的還元から，「生活」研究・国際的視野に立った今後の家政学の方向まで。

この「家政学将来構想1984」は、序文に「学会会員の長年の悲願であった、法人化の達成・学術会議への参加・国際協力の組織化などの目標を一応達した区切りの段階の里程標」として、家政学を世に問うものとしてまとめられたものである。このような一つの学問に対する「将来構想」というものが学会を中心に作成されることは、他の分野の学問ではきわめて稀なことで、家政学の持つ歴史がそれだけ浅く、確立されていない学問であることがわかる。また、「家政学」の学問的な将来構想というより、家政学を取り巻く状況の再構築という感が否めない。これは家政学の学問的な未熟さに加えて、家政学者を含めて家政学に対する認識の低さが原因となっているといわれている。

#### これからの家政学
1994年（平成6年）6月、アメリカ家政学会の名称変更が発表されると、日本の家政学会も再び「家政学は何か」という古くて新しい問いに模索を始めることとなった。
1995年（平成7年）、家政学会原論部会のテーマにも「岐路に立つ家政学」が選ばれ、アメリカ家政学の影響を大きく受けてきた日本の家政学および家政学会は、今後、学問と学会名の変更についての議論が増えるといわれている。また、家政学という学問が確立されるまえに「家政学」という言葉自体が有名無実のものになってしまったり、分解してしまったり、範囲が曖昧という切実な問題点を抱えている。特に家政学会原論部会以外ではほとんど関心にあがらず、議論も行われていない状況である。家政学の新たな方向付けを行う必要がある段階に達している。

## 家政学の領域

### 家政学の認識方法
1. 家政の認識目的 : 家族・家庭をゆたかにすることであり、「よりよい生命力を作り出す」という機能の実現。
2. 家政学の認識対象 : 家政。これは家族・家庭という組織体を対象とする場合と、家庭生活を問題にする場合を含む。
3. 家政学の認識方法 : 科学。自然科学、社会科学、人文科学があるが家政学はどれか一つに入れることは難しいため、「総合的実践科学」と見る場合が多い。

- 家政学の認識を「歴史的家政学」「技術的家政学」「模範的家政学」「理論的（理解的）家政学」に分けて整理されることもある。

### 家政の価値と目標
家政における本質的価値は「よりよい生命力を再生産する」ことである。また、手段価値は家庭生活から見たライフスタイルによる価値観、用いる資源、情報によって多くの価値観が作成される。

### 家庭の果たす機能
1. 生命を生み出すこと（出産、生命力の再生産）。
2. 共同生活を通じて撫育（扶養）する。
3. 家族の精神的・肉体的に慰安機能をはたすこと。
4. 家族の生活を一つにまとめること。
5. 家庭生活において、幅広い文化の伝承をする機能。
6. 家庭は社会の主要な構成単位を形成し、社会を動かすこと。

### 家政学の体制
- 家政の対象は、家政（家庭生活）である。家庭内の問題のみでなく、家庭生活を中心にみる。またそれと関係する社会環境の結びつきも対象にする。
- 家庭経営学とは家庭生活の組織的認識をふまえ、経営の目標をもって活動することである。このことはよりよい生命力を作り出すという本質的価値をふまえて、基本的目標のみではなく、多くの具体的目標を理解することである。
- 総括的管理。家庭経営をいう場合もあるが、家庭経済（管理）学、家庭関係学、生活時間管理を中心とした家庭管理学など。

さらに生活領域学としての食物学、被服学などの学問領域がある。家庭管理学の中身は統括領域にのみに終わるのではなく、生活領域も採り入れる。即ち、経営経済学的内容と技術学的問題の両方を含める。このほか領域学に今後問題になっていくべき「余暇論」「女性論」「老人論」「福祉論」が含まれていくのが妥当という考え方が強い。
- このほか、取り巻く生活環境を向上させるための「生活行政学」「応用家政学」なども含まれる。

### 家政学の具体的内容
1. 家政学原論（狭義）(principles of Home Economics)：本質を問題とする物で、政哲学、理論家政学といわれる分野。家政学の性格（認識目的、対象、方法など）を論ずる。
2. 家政史：家政に関する歴史で、この中には家庭史（衣・食・住・家族）家政思想史、家政学史がある。
3. 比較家政学：日本と外国の家政学の比較であり、さらに広げて家政としての家庭生活の比較を問題とする。主に地域性という面的な広がりとしての比較である。現実の家政学からすると、主に生活環境学的な立場で問題とする。
4. 家政学基礎：家政学の領域における基礎分野である。広義には人間形成や生活に関わる全て対象になるが、直接的に家庭生活と結びつきがある物に限定される。
  - 家庭数学、家庭美学、家庭社会学、家庭地理学、生活学　など
5. 家庭(政)経済学：個別の家政の経営問題。
  - 家庭経営理論、家庭経済学、家族関係学（家庭教育を含む）、時間・エネルギー管理論などを含む。
  - なお、家庭経営学の代わりに、家庭管理学という名称を使う場合もある。
6. 家庭生活領域学：生活各領域を問題にするもの。管理的側面と生活技術的側面を含む。
  - 食物学（食料経済学、食品学、献立学、栄養生理学、食品栄養学、栄養科学、調理学を含む）
  - 住居学（住居計画学、住居材料学、住居意匠学、住居管理学、住居生活学、住居環境論などを含む）
  - 被服学（被服材料学、被服整理学、被服意匠学、被服構成学、被服管理学、その他、被服文化・歴史などを含む）
  - 児童学（育児学、児童発達学、児童心理学、児童教育学、児童文化学、児童福祉学などを含む）
  - ここ近年は、看護学、老人学、余暇論、女性論、福祉論なども問題となっている。
7. 生活行政学：家庭生活または消費者のための行政問題であり生活に関する行政一般の他に下記の色々な内容領域を含む。
  - 食糧政策、住宅政策、被服製作、家庭教育・啓発、家政法律、消費者福祉、消費者行政など
8. 応用家政学：家政学は主に個別家庭生活を対象とするが、家政学を広く社会生活全体に応用するもの
  - 大量炊事、栄養管理、大量縫製、集団保育、施設管理
  - 大学家政学教育、中小高等学校の家庭科教育を対象とした家庭科教育学、生活情報学

- なお、上記1,2を中心とし、学問面的に上記3を入れて取り扱う物を「家政学原論（広義）」という。
- 一般に家政学原論は、家政学の研究目的、研究対象、研究方法などの学問の根本原理を追求し、成立を理論化するものである。

　家政学は生命力の再生産を問題とするが、家庭経営内のみではなく家族と生活を取り巻くnear environment（家族の利用物産などと関係が深い）とfar environment（自然的環境、物価、人間組織、福祉行政など）に分けて考える必要がある。協議の過程経営学の問題としても扱われるが、消費問題や環境改善の方向などを考えるとき、生活行政学も関係することになる。

　家政学は家庭生活を中心とするが、同時に幅広い生活環境条件も対象になり、基礎科学や関連諸科学と結びつきが強い。

## 家政学の活用
家政学は実践性を重視し、生活に対し良い影響を与えることが目的である。このことは家庭生活の向上と社会経済の発展に結びつくものである。家政学は多くの面での活用を期待されている。
1. 一般教養の向上
2. 日常生活の向上
3. 家庭管理者になるときの準備教育
4. 職業に対する教育準備
5. 社会的生活環境の改善

## 他言語版における注意事項

### 英語版Wikipediaにおける注意事項
(2010年5月10日現在)
本文中で述べたとおり、家政学の英訳はHome Economicsであるが、アメリカ家政学会はAmerican Association of Family and Consumer Sciencesに名称変更されている。そのため言語間リンクではFamily and consumer science（日本語訳：家族と消費者科学、つまり生活科学）を優先してある。従って日本語で意味するところの「家政学」を英語版Wikipediaで参照する場合は、
- Family and consumer science（英語）
- Home Economics（英語）

の双方の記事を参照する必要性が出てくる。充分に留意されること。<
(2017年4月21日現在）
「Family and consumer science」（英語）から「Home Ecnomics」（英語）へリダイレクトされる。